# Squadra omanita di Coppa Davis
La squadra omanita di Coppa Davis rappresenta l'Oman nella Coppa Davis, ed è posta sotto l'egida della Associazione Tennis dell'Oman.
La squadra ha esordito nel 1994 e ad oggi il suo miglior risultato è il raggiungimento del Gruppo II della zona Asia/Oceania.

## Organico 2011
Aggiornato al match delle fasi zonali contro il Kuwait del 19 giugno 2011. Fra parentesi il ranking del giocatore nel momento della disputa degli incontri.
- Khalid Al Nabhani (ATP #)
- Mohammed Al Nabhani (ATP doppio #1195)
- Abdulmalik Alawfi (ATP #)
- Khalid-Hamdi Al Barwani (ATP #)